# هنر در پرو

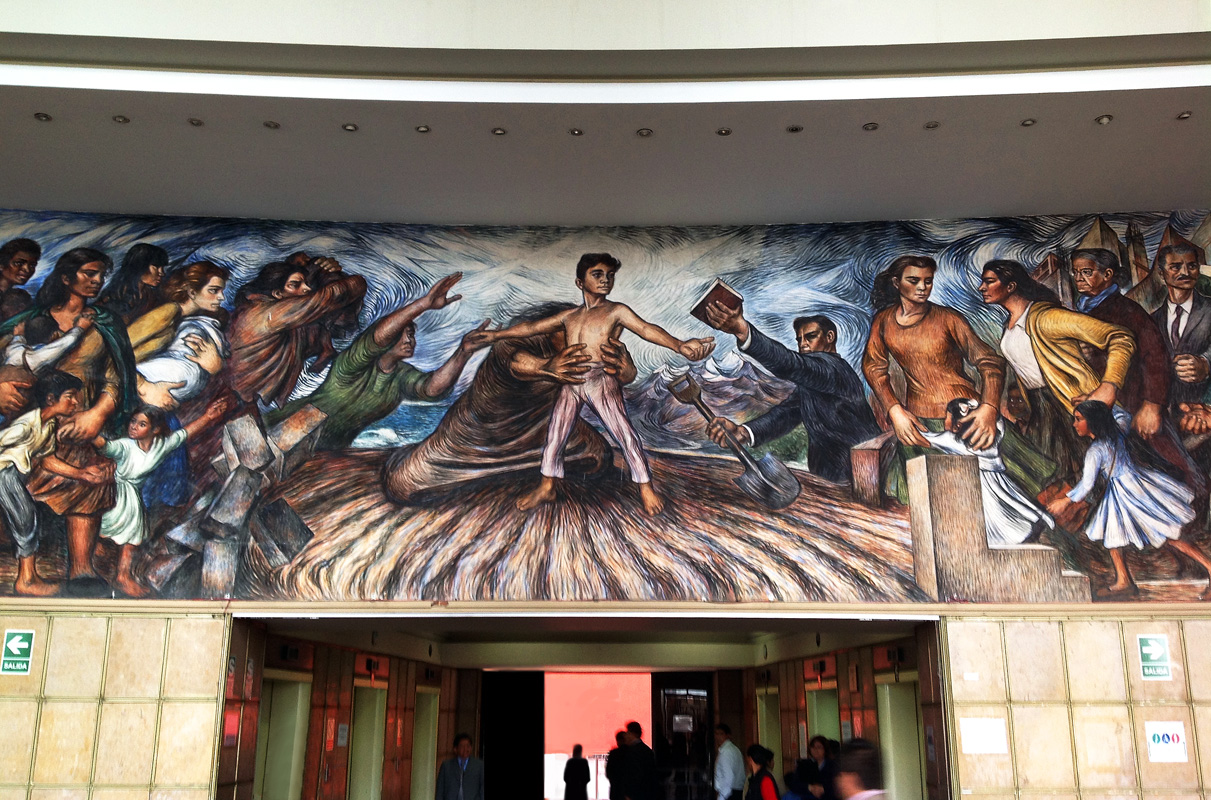
ساختمان خاویر آلزامورا والدز، عکس از تئودورو نونز اورتا ۲۰۱۲

مجسمه سازی و نقاشی در پرو تعریف خود را از آتلیه‌ها یی آغاز می‌کند که توسط راهب‌هایی یافت شده که شدیداً تحت تأثیر مکتب باروک شهر سویل (اسپانیا) قرار گرفته بودند. در این پیشینه، غرفه‌های گروه همخوانی کلیسای اعظم، آب نمای میدان اصلی در بخش لیما و بخش بزرگی از مصنوعات استعماری ثبت شده بودند.
دورگه شدن هنری بیشتر در نگارگری تشدید می‌شود. این دورگه شدن بدون ابهام، میراث بومی را گردآوری نموده و بدون کاستن از آن، تداوم تاریخی را عینیت می‌بخشد. شما می‌توانید این موضوع را در تصویر زندانی آتاهوآلپا، اثر دیگو دمورا یا در بوم‌های نقاشی نگارگران ایتالیایی ماتیو پرز د آلسیو و آنجلینو مدورو، یا اسپانیایی‌هایی چون فرانسیسکو بخارانو و جی. دی. ایلسکاس و جی. رودریگز کریول مشاهده نمایید.
طی قرن هفدهم و قرن هجدهم، سبک باروک در حوزه هنرهای پلاستیک نیز غالب شد. در قرن ۱۹ ام| نوزدهم، سبک‌های فرانسوی روکوکو و نئوکلاسیک فرانسوی و جریانهای رمانتیک، بهترین عرضه کنندگان خود را در ال. مونته رو، ایگنسیو مرینو و فرانچسکو ماسیاس یافتند.
در قرن بیستم، تأسیس مدرسه هنرهای زیبای لیما (۱۹۱۹) موج شدیدی را در مجسمه سازی و نقاشی پرو در پی داشت.
در مجسمه سازی، برخی نام‌های مهمی بوده‌اند مانند لوئیز آگورتو، ال. والدتارو، خواکوین روکا ری، جی. پیکوئراس، آلبرتو گوسمیان، ویکتور دلفین و اف. سانچز. همچنین وجود افرادی مانند: دانیل هرناندز، آر. گراو، چزار کوئیپس آسین و خوزه سابوگال در میان نگارگران. سابوگال رهبر نهضت بومی بوده‌اند. این جنبش یکی از تکیه گاه‌های نقاشی معاصر پرو بوده که اسامی بیشتر عرضه کنندگان آن به این شرح هستند: فرناندو سیزلو، آلبرتو داویلا، آرماندو وییگاس، سابینو اسپرینگت، ویکتور هوماردا، ام.ای. کوآدروس، آنخل چاوز، میلنر کاخاهوآرینگا، تیسلا تسوچیا، دیود هرسکوویتز، اسکار آلن و کارلوس روئیا.